# Екатерининский канал (Московская область)
Екатери́нинский кана́л — построенное в XIX веке гидротехническое сооружение, являвшееся частью ранее проходившей по городским округам Истра, Солнечногорск и Клин Московской области шлюзованной системы, соединявшей Москву-реку и Волгу.
Состоял из двух деривационных и одного соединительного каналов общей протяжённостью 89,2 километра.

## История
Соединение рек Москвы и Волги для развития торговли планировалось ещё в царствование Петра I. Близость рек Истры (приток Москвы-реки) и Сестры, притока реки Дубны, которая, в свою очередь, является притоком Волги, южнее города Клина планировалось использовать для соединения этих рек каналом. Это создало бы  водный путь от Москвы до Петербурга и  существенно сократило бы водный путь от Москвы до верхневолжских городов — Твери, Калязина, Углича, Рыбинска, Ярославля, Костромы. По рекам Сестре и Яхроме можно было попасть в город Дмитров.
Проектирование канала на этом участке в 1722 году было поручено Петром I инженеру Георгу Вильгельму де Геннину. Выполненный Геннином проект предусматривал соединение рек Москвы и Сестры и создание сквозного водного пути из Москвы и центральных районов России в Балтийское море через Волгу, Тверцу, Мсту, Волхов, Ладогу, Неву. Трасса канала длиной 228 вёрст должна была проходить от Москвы-реки до реки Истры, по Истре до реки Катыш, вверх по Катышу до ручья Подоры. Дальше должен быть прокоп длиной в 3,5 версты до реки Сестры, а по Сестре до Рогачёвской пристани. Подъём воды на пути от Волги до Москвы планировалось осуществить с помощью 127 шлюзов.
Таким образом, этот водный путь по праву можно считать предшественником канала имени Москвы. Впрочем, ввиду несовершенства технических средств в петровское время, отсутствия необходимых финансов и людских ресурсов, проект отложили до лучших времён.

## Строительство канала
О проекте Петра I вспомнили спустя сто лет, в царствование Николая I. По наиболее распространённой версии, канал понадобился для того, чтобы обеспечить доставку мрамора и гранита из северных губерний Европейской России в Москву для возведения храма Христа Спасителя. Также его предполагалось использовать и для доставки леса. Канал сокращал водный путь от Москвы до столицы на тысячу километров, к тому же он позволял избежать сухопутной перевозки товаров между реками Москва и Шоша для грузов, следующих по этому направлению.  
В 1824 году Николай I поручает разработку нового проекта канала генерал-майору Михаилу Николаевичу Бугайскому. В «петровский» проект канала были внесены некоторые изменения. Общая протяжённость водного пути составила 214 вёрст (примерно 292 км).
В 1825 году по этому проекту в верховьях Сестры начались строительные работы, продолжавшиеся до 1844 года. Стоимость сооружения канала оценивалась в 5 млн рублей серебром. В районе Солнечной горы, где ныне находится город Солнечногорск (ранее — село Солнечная Гора), реки Сестру и Истру соединили каналом длиной 8,5 км. На Истре было сооружено 13 каменных шлюзов, на Сестре — 20. Размеры шлюзов были такими же как и на Тихвинской системе. Для пополнения канала водой около деревни Загорье соорудили дамбу, протяжённостью около двух километров, и в долине рек Сестры и Мазихи образовалось водохранилище объёмом 12,6 миллионов кубометров. На работах были заняты личный состав нескольких полков и три тысячи крепостных крестьян. 
На 1844 год было израсходовано на строительство 2,5 млн рублей серебром. В это же время велось строительство  Санкт-Петербурго-Московской железной дороги. Её маршрут отчасти дублировал канал, и возник вопрос о необходимости достройки канала и последующего его использования. В связи с этим обстоятельством в 1845 году строительные работы были прекращены, а в 1860 году канал был упразднён, а его имущество продано на торгах.

## Эксплуатация и современное состояние

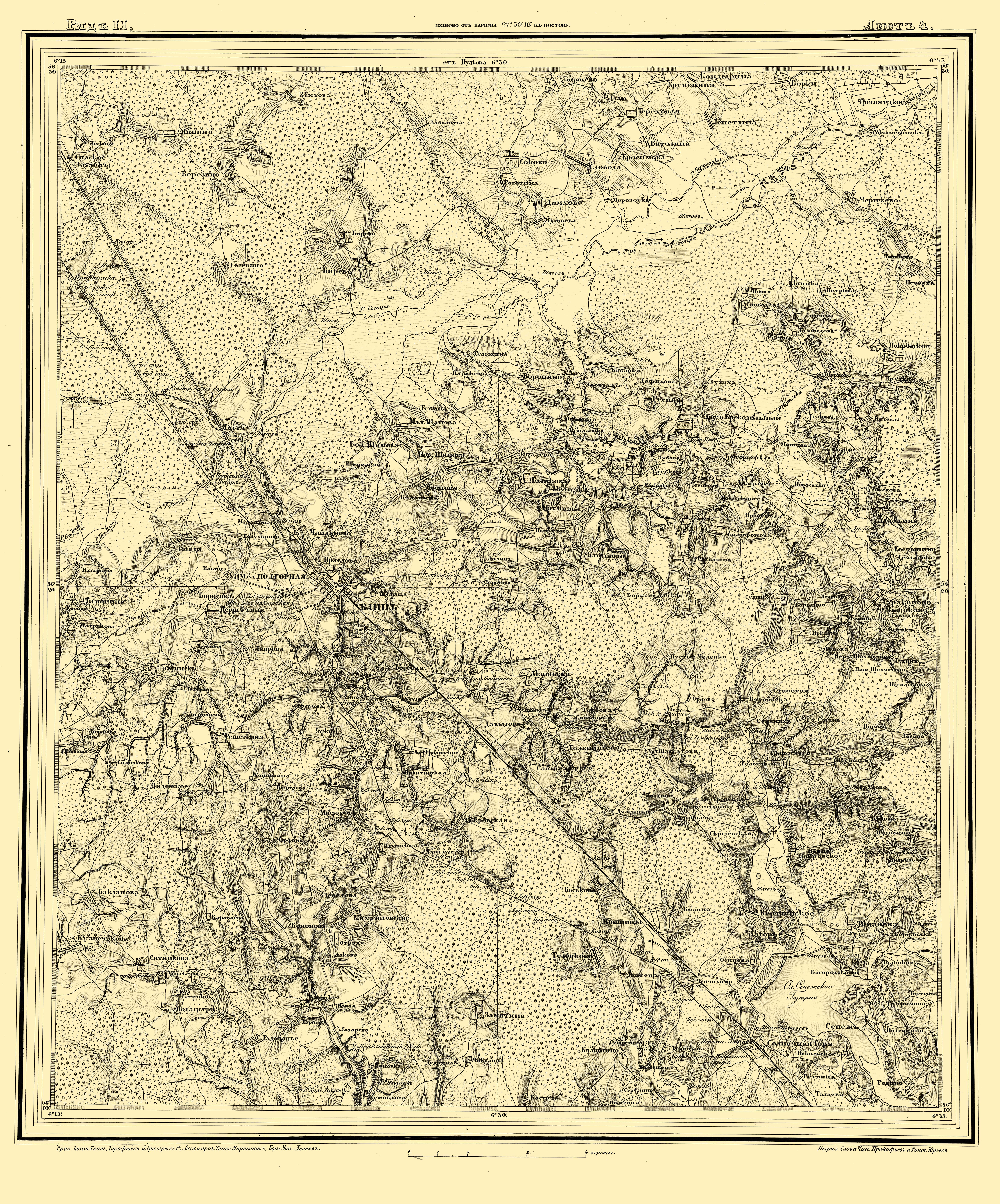
«Военно-топографическая карта Московской губернии», составленная Ф. Ф. Шубертом в 1860 году, ряд ll, лист 4

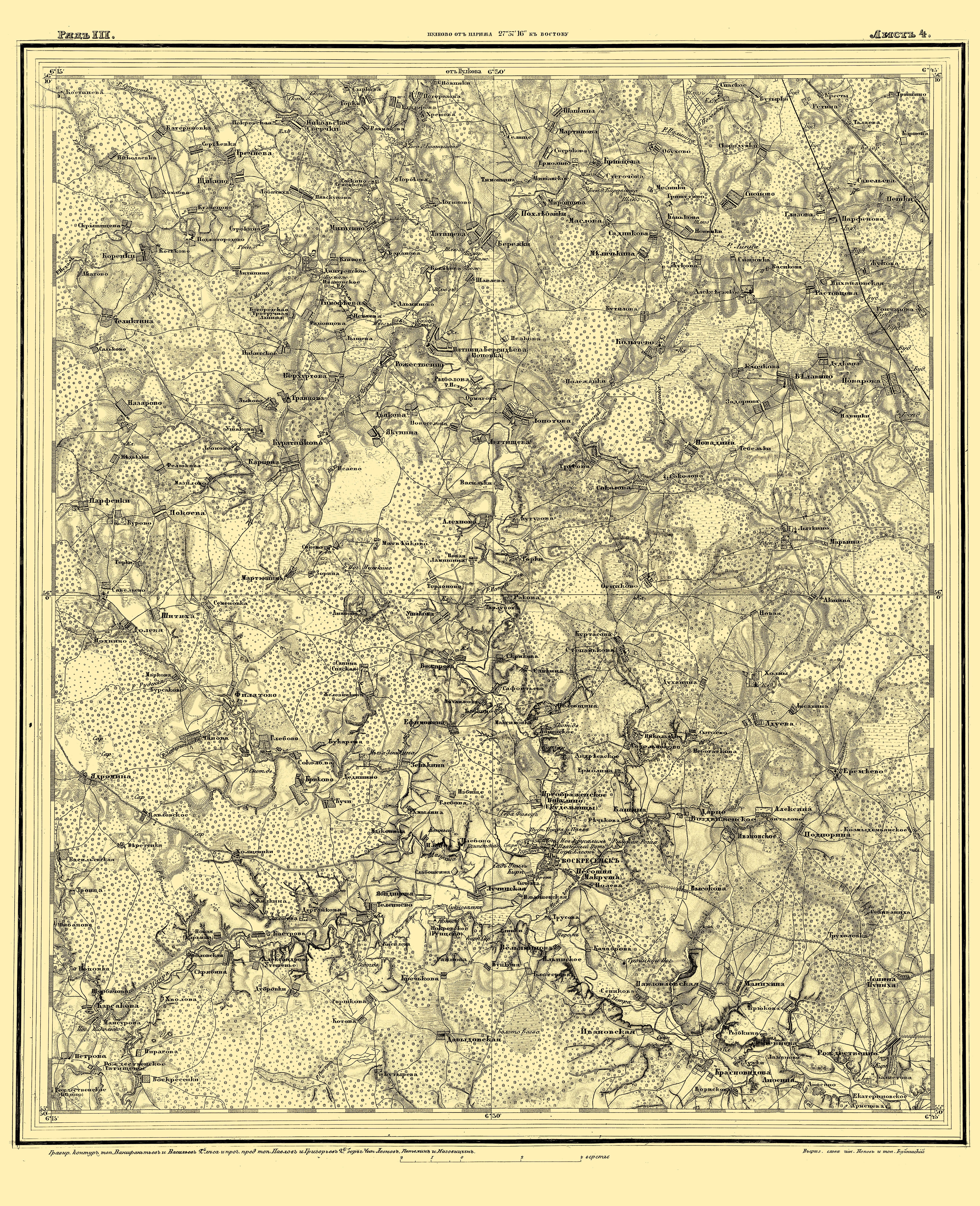
«Военно-топографическая карта Московской губернии», составленная Ф. Ф. Шубертом в 1860 году, ряд lIl, лист 4

Шлюзованная система состояла из следующих участков:
- по Москве-реке — 69 км;
- по Истре — 91 км;
- по деривационному каналу — 14 км;
- по соединительному каналу — 8,5 км;
- по деривационному каналу вдоль реки Сестры — 66,7 км;
- по самой Сестре — 32 км;
- по реке Дубне — 10,6 км.

Подробно трасса Екатерининского канала показана на «Военно-топографической карте Московской губернии» в масштабе две версты в одном английском дюйме (840 метров в одном сантиметре), составленной российским учёным-геодезистом Ф. Ф. Шубертом в 1860 году.
Пропускная способность нового водного пути была рассчитана на три тысячи небольших судов в год. В навигацию по нему сплавляли баржи, перевозившие каменные блоки весом до 30 тонн. На тихоходных участках баржи вытягивали бечевой бурлаки. Со временем Екатерининский канал постепенно превратился в заросший заболоченный ручей, но сохранились открытые участки воды. Перед впадением Сестры в Дубну в 1930-х годах построен дюкер под каналом им. Москвы, делающий судоходство невозможным.